# Розроблення родовищ корисних копалин

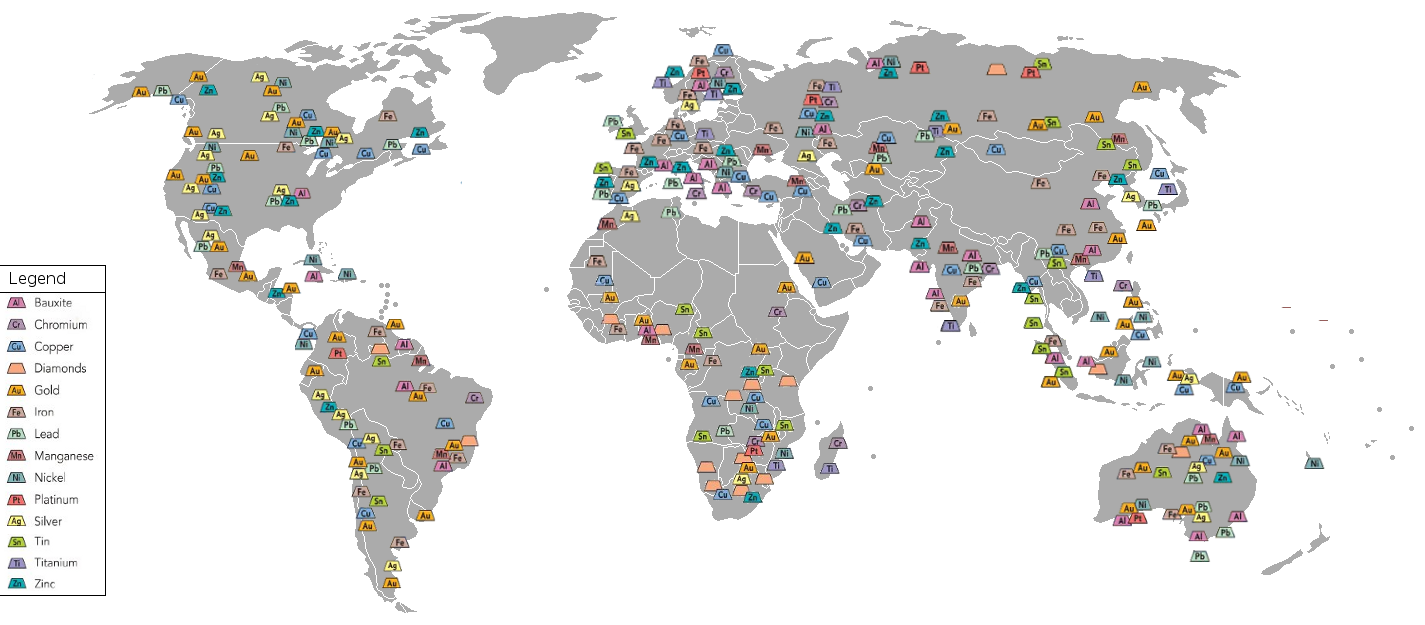
Мапа найбільш активних розробок корисних копалин.

Розро́блення (розробка) родо́вищ кори́сних копа́лин — комплекс взаємопов'язаних процесів гірничого виробництва з видобування корисних копалин (або корисних компонентів):
- твердих — в основному підземним та відкритим способами;
- рідких та газоподібних — фонтануванням і відкачуванням з свердловин;
- розсолів та розчинів — випаровуванням або іншими методами.

## Класифікація
Виділяють 4 основні способи розроблення родовищ корисних копалин:
- шахтний — за допомогою системи підземних гірничих виробок;
- кар'єрний або відкритий — за допомогою системи відкритих гірничих виробок,
- свердловинний — за допомогою системи експлуатаційних бурових свердловин;
- морський — пов'язаний з проведенням робіт нижче рівня моря.

Традиційно перші два способи застосовуються для видобутку твердих корисних копалин, свердловинний — для рідких і газоподібних.
Крім того, видобування високов'язких нафт ведеться відкритим і шахтним способами. Перспективним є шахтне видобування важких нафт з раніше відпрацьованих свердловинами родовищ. У останні десятиліття поширенішим стає свердловинне розроблення деяких твердих корисних копалин (див. розчинення підземне, вилуговування підземне). Перспективний об'єкт промислової перероблення — високомінералізована морська вода.
Розвивається комплексна технологія «рідинна екстракція (в пласті) — електроліз», яка суттєво здешевлює процес видобування деяких металів, зокрема міді.

## Загальна характеристика
Відкритим способом у світі добувається бл. 60 % металевих (бл. 50 % металу) руд, 85 % неметалевих руд, бл. 100 % нерудних і бл. 35 % вугілля. Підземний спосіб розроблення застосовується переважно для корисних копалин, що залягають на великих глибинах, а також в густонаселених районах за наявності цінного ландшафту і т. ін. Зростають обсяги видобування нафти у водах Світового океану (бл. 30 % усього видобутку). Перспективи розроблення родовищ корисних копалин пов'язані з безлюдною виїмкою, комплексною утилізацією всіх мінеральних компонентів і промисловим використанням підземних порожнин.
Розроблення родовищ твердих, рідких і газоподібних корисних копалин та перероблення мінеральної сировини провадяться згідно з затвердженими проектами та планами робіт, правилами технічної експлуатації та охорони надр. Правила технічної експлуатації, проекти і плани розроблення родовищ корисних копалин та перероблення мінеральної сировини в Україні погоджуються користувачами надр з Міністерством екології та природних ресурсів України та Державним комітетом України по нагляду за охороною праці стосовно додержання вимог законодавства про надра.
При розробленні родовищ корисних копалин повинні забезпечуватися:
- застосування раціональних, екологічно безпечних технологій видобування корисних копалин і вилучення наявних у них компонентів, що мають промислове значення, недопущення наднормативних втрат і погіршення якості корисних копалин, а також вибіркового відпрацювання багатих ділянок родовищ, що призводить до втрат запасів корисних копалин;
- здійснення дорозвідки родовищ корисних копалин та інших геологічних робіт, проведення маркшейдерських робіт, ведення технічної документації;
- облік стану і руху запасів, втрат і погіршення якості корисних копалин, а також подання до статистичних та інших державних органів встановленої законодавством звітності;
- недопущення псування розроблюваних і сусідніх з ними родовищ корисних копалин в результаті проведення гірничих робіт, а також збереження запасів корисних копалин, що консервуються;
- складування, збереження та облік корисних копалин, а також відходів виробництва, що містять корисні компоненти і тимчасово не використовуються;
- раціональне використання розкривних порід і відходів виробництва;
- безпечне для людей, майна і довкілля ведення робіт.

Дослідно-промислове розроблення родовищ корисних копалин здійснюється з метою уточнення їхніх окремих гірничо-геологічних та інших параметрів, вибору раціональних методів видобування мінеральної сировини на підставі проекту цих робіт, погодженого з Державним комітетом України по нагляду за охороною праці. Видобуті під час дослідно-промислового розроблення корисні копалини підлягають реалізації у загальному порядку.

## Промислово-геофізичне дослідження при розробленні родовищ
Промислово-геофізичне дослідження при розробленні родовищ — промислово-геофізичні дослідження, які вносять значний вклад у вирішення завдань з контролю за розробленням родовищ: електрометричні (КС, ПС, індукційний каротаж і ін.), радіоактивні (нейтронний каротаж, гамма-каротаж, імпульсний каротаж, нейтронний метод міченої речовини і т. ін.), термометрія й інші види каротажу, які застосовуються в оптимальному комплексі для дослідження процесу витіснення нафти і газу, вивчення експлуатаційних характеристик пластів, технічного стану свердловин, дослідження свердловин для вибору оптимального режиму роботи технологічного обладнання.

## Показники розроблення
Показники розроблення — технологічні показники (місячні, квартальні, річні), які характеризують динаміку процесу розроблення експлуатаційного об'єкта або родовища в цілому (зміна енергетичних можливостей покладів; темпів видобування вугілля, руди, нафти, газу, води, фонду свердловин і ін.) в абсолютному або відносному часі обчислення.
Прогноз показників розробки корисних копалин — визначення перебігу (динаміки) річних показників розробки експлуатаційного об'єкта (родовища) на майбутній період згідно з наміченими умовами експлуатації об'єкта.
Розрізняють супутній видобуток корисної копалини — обсяг корисної копалини, що видобувається з виробок, які проводяться за рахунок асигнувань на капітальне будівництво.

## Технологічна схема розроблення
Проектний документ, який визначає попередню систему промислового розроблення експлуатаційного об'єкта (або декількох об'єктів) родовища корисної копалини на основі даних його розвідки і дослідної або дослідно-промислової експлуатації.

## Спільна розробка родовищ
- 1. Одночасне розроблення родовищ декількох спільно залеглих корисних копалин, яке здійснюється однією і тією ж виробничою одиницею, або одночасне відпрацювання двох (або більше) близько розташованих покладів корисних копалин з використанням методів експлуатації, які враховують взаємний вплив зон очисних робіт цих покладів. С.р. — один зі способів комплексного освоєння родовищ.
- 2. Комбіноване розроблення родовища одночасно відкритим і підземним способами.